# Área metropolitana de Austin
El área metropolitana de Austin o Gran Austin (en inglés Greater Austin), definida oficialmente como área estadística metropolitana de Austin–Round Rock–San Marcos MSA por la Oficina del Censo de los Estados Unidos; es un área estadística metropolitana centrada en la ciudad Austin, abarcando parte de la zona central del estado de Texas, en Estados Unidos. 
Con una población de 1.716.289 habitantes según el censo de 2010, es la cuarta área metropolitana más poblada del estado.

## Composición

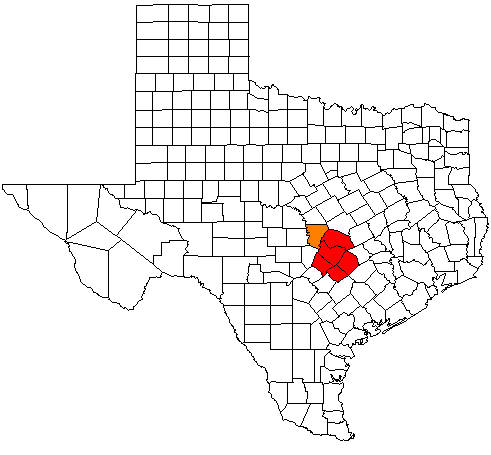
Mapa del estado de Texas con el Área Estadística Metropolitana Combinada de Austin-Round Rock-Marble Falls CSA y sus componentes:
Área Estadística Metropolitana de Austin–Round Rock–San Marcos MSA
Área Estadística Micropolitana de Marble Falls µSA

### Condados
Los 5 condados del área metropolitana y su población según los resultados del censo 2010:
- Bastrop – 74.171
- Caldwell – 38.066
- Hays – 157.107
- Travis – 1.024.266
- Williamson – 422.679
- Total Área Estadística Metropolitana – 1.716.289

### Área estadística metropolitana combinada
El área estadística metropolitana combinada de Austin-Round Rock-Marble Falls CSA está formada por el área metropolitana de Austin junto con el área estadística micropolitana de Marble Falls µSA, situada en el condado de Burnet con 42.750 habitantes (2010); totalizando 1.759.039 habitantes (2010) en un área de 13.729 km².

## Comunidades del área metropolitana
Las dos mayores ciudades del área metropolitana son Austin y Round Rock. Otras ciudades con más de 25.00 habitantes ordenadas por población, son Cedar Park, San Marcos, Georgetown, Pflugerville, Kyle and Leander.
Entre las comunidaders más pequeñas del área se destacan Bastrop, Brushy Creek, Buda, Dripping Springs, Elgin, Hutto, Jollyville, Lakeway, Lockhart, Luling, Shady Hollow, Taylor, Wells Branch y Windemere.